# Mistrzostwa Świata w Piłce Nożnej 2022 (eliminacje strefy CAF)/Grupa F
Grupa F jest jedną z dziesięciu grup eliminacji drugiej rundy do Mistrzostw Świata 2022. Składa się z czterech niżej wymienionych reprezentacji:
- Egipt
- Gabon
- Libia
- Angola

Każda drużyna rozegra z każdą dwa mecze (u siebie i na wyjeździe). Mecze rozpoczną się we wrześniu 2021. Drużyna z pierwszego miejsca awansuje do trzeciej rundy.

## Tabela
| Lp. | Drużyna | M | Mecze | Mecze | Mecze | Bramki | Bramki | Bramki | Pkt |
| Lp. | Drużyna | M | W     | R     | P     | +      | −      | +/−    | Pkt |
| --- | ------- | - | ----- | ----- | ----- | ------ | ------ | ------ | --- |
| 1.  | Egipt   | 6 | 4     | 2     | 0     | 10     | 4      | +6     | 14  |
| 2.  | Gabon   | 6 | 2     | 1     | 3     | 7      | 8      | −1     | 7   |
| 3.  | Libia   | 6 | 2     | 1     | 3     | 4      | 7      | −3     | 7   |
| 4.  | Angola  | 6 | 1     | 2     | 3     | 6      | 8      | −2     | 5   |

## Wyniki
| 1 września 2021 21:00 CEST | Egipt · Magdy 5' (k.) | 1:0(1:0)Raport | Angola | Stadion 30 czerwca w Kairze, Kair Sędzia: Boubou Traore |
|                            |                       |                |        |                                                         |

| 2 września 2021 21:00 CEST | Libia · Salama 27' · Al Warfali 90+5' | 2:1(1:1)Raport | Gabon · 11' Poko | Stadion Męczenników Lutego, Bengazi Sędzia: Bamlak Tessema Weyesa |
|                            |                                       |                |                  |                                                                   |

| 5 września 2021 15:00 CEST | Gabon · Allevinah 73' | 1:1(1:1)Raport | Egipt · 90' Mohamed | Stade de Franceville, Franceville Sędzia: Bakary Gassama |
|                            |                       |                |                     |                                                          |

| 7 września 2021 15:00 CEST | Angola | 0:1(0:1)Raport | Libia · 43' Al Khouja | Estádio 11 de Novembro, Luanda Sędzia: Messie Nkounkou |
|                            |        |                |                       |                                                        |

| 8 października 2021 19:30 CEST | Angola · Zini 25' · Papel 56' · Buatu 90+1' | 3:1(1:0)Raport | Gabon · 83' Méyé | Estádio 11 de Novembro, Luanda Sędzia: Souleiman Ahmed Djama |
|                                |                                             |                |                  |                                                              |

| 8 października 2021 21:00 CEST | Egipt · Marmoush 49' | 1:0(0:0)Raport | Libia | Stadion Borg El Arab, Aleksandria Sędzia: Pacifique Ndabihawenimana |
|                                |                      |                |       |                                                                     |

| 11 października 2021 15:00 CEST | Gabon · Aubameyang 74' · Carneiro 84' (sam.) | 2:0(0:0)Raport | Angola | Stade de Franceville, Franceville Sędzia: Maguette N’Diaye |
|                                 |                                              |                |        |                                                            |

| 11 października 2021 21:00 CEST | Libia | 0:3(0:2)Raport | Egipt · 39' El Fotouh · 45+4' Mohamed · 72' Sobhi | Stadion Męczenników Lutego, Bengazi Sędzia: Victor Gomes |
|                                 |       |                |                                                   |                                                          |

| 12 listopada 2021 14:00 CET | Gabon · Aubameyang 54' (k.) | 1:0(0:0)Raport | Libia | Stade de Franceville, Franceville Sędzia: Mashood Ssali |
|                             |                             |                |       |                                                         |

| 12 listopada 2021 20:00 CET | Angola · Costa 25' · Nzola 35' (k.) | 2:2(2:1)Raport | Egipt · 45+1' Elneny · 59' Tawfik | Estádio 11 de Novembro, Luanda Sędzia: Jean Jacques Ndala Ngambo |
|                             |                                     |                |                                   |                                                                  |

| 16 listopada 2021 14:00 CET | Egipt · Magdy 4' (k.) · Obiang 75' (sam.) | 2:1(1:0)Raport | Gabon · 54' Allevinah | Stadion Borg El Arab, Aleksandria Sędzia: Georges Gatogato |
|                             |                                           |                |                       |                                                            |

| 16 listopada 2021 14:00 CET | Libia · Al Warfali 49' (k.) | 1:1(0:0)Raport | Angola · 81' Zini | Stadion Męczenników Lutego, Bengazi Sędzia: Beida Dahane |
|                             |                             |                |                   |                                                          |

## Strzelcy
2 gole
- Zini
- Mohamed Magdy
- Mostafa Mohamed
- Jim Allevinah
- Pierre-Emerick Aubameyang
- Sanad Al Warfali

1 gol
- Jonathan Buatu
- Hélder Costa
- M’Bala Nzola
- Ary Papel
- Ahmed Abou El Fotouh
- Mohamed Elneny
- Omar Marmoush
- Ramadan Sobhi
- Akram Tawfik
- To Carneiro
- Axel Méyé
- André Biyogo Poko
- Omar Al Khouja
- Ali Salama

Gole samobójcze
- Johann Obiang (dla Egiptu)